# The Pearl
The Pearl Island (arabisch اللؤلؤة al-Lu'lu'a, DMG al-Luʾluʾa ‚die Perle‘) ist eine 400 Hektar große künstliche Insel etwa 330 m vor der Ostküste im Emirat Katar. Das stark gegliederte Eiland liegt rund 11 Kilometer nordöstlich des Zentrums der Hauptstadt Doha.
Errichtet wurde das Eiland und dessen Infrastruktur durch das zyprische Bauunternehmen J&P. In Bau befindlich sind hochwertige Villen an den Stränden, Reihenhäuser und größere Apartmenthäuser in den drei Zentren, einige Luxushotels, dazu Schulen, Kindergärten, eine Ladenzeile, eine Einkaufsmall, weitere Geschäfte und zahlreiche Restaurants sowie Moscheen für insgesamt 30.000 Menschen. Vorbilder für die Bauherren auf der künstlichen Insel sind typische Gebäude der Toskana, Provence, Kataloniens oder Andalusiens. Ferner werden vier Marinas für mehrere Hundert Yachten gebaut.
Das Projekt wird marketingorientiert auch als „The Riviera Arabia“ bezeichnet. Es weist um eine zentrale große Bucht mit Insel und zwei kleinere Buchten herum folgende Quartiere auf: Porto Arabia, Viva Bahriyah, Costa Malaz, Isola Dana, The Quartiers, La Plage Villas und Bahri Villas. Als Besonderheit werden im Osten der Insel neun kleine mit einer Straße verbundene Satelliten-Inseln für die Bebauung mit sehr großen Villen sowie eigenem Bootshafen angeboten, die „The Pearl“ ein besonders exklusives Gepräge geben.
Da kaum damit gerechnet wird, dass die Katarer selbst auf „The Pearl“ in größerem Umfang kaufen werden, setzt man auf wohlhabende Käufer vor allem aus Saudi-Arabien und anderen Golfanliegerstaaten. Amtlich erleichtert wird die Entscheidung für den Erwerb: Ausländer bekommen in Katar, anders als z. B. in Dubai, einen rechtskräftigen Grundbucheintrag mit den vollen Eigentumsrechten auch für Teileigentum in den gemeinschaftlichen Wohnanlagen.
Die Bebauung der Inselgruppe begann Ende 2006, Anfang 2009 waren rund die Hälfte der Großbauten bezugsfertig.